# Распутін (фільм)
«Распутін» — кінофільм режисера Іраклія Квірікадзе, який вийшов на екрани в 2011 році.

## Синопсис
Перша Світова війна наближається до завершення, як і крах європейських монархій. На тлі цих подій невиліковно хворого сина російського царя лікує таємничий Григорій Распутін, чия влада при дворі міцнішає з кожним днем, викликаючи заздрість, пересуди і інтриги. Дуже багатьом не подобається те, що відбувається, особливо в такий важкий для країни час.

## У ролях
| Актор                | Роль                     |
| -------------------- | ------------------------ |
| Жерар Депардьє       | -                        |
| Фанні Ардан          | -                        |
| Володимир Машков     | -                        |
| Ганна Михалкова      | Ганна Вирубова, фрейліна |
| Пилип Янковський     | -                        |
| Ірина Алферова       | -                        |
| Данило Козловський   | -                        |
| Юрій Колокольников   | -                        |
| Ксенія Раппопорт     | -                        |
| Костянтин Хабенський | -                        |

## Знімальна група
- Режисер — Іраклій Квірікадзе
- Сценарист — Іраклій Квірікадзе
- Продюсер — Арно Фрилли, Юлия Матяш
- Композитор — Енрі Лолашвілі